# Mario Monicelli
Mario Monicelli, född 16 maj 1915 i Viareggio, Toscana, död 29 november 2010, var en italiensk filmregissör och manusförfattare. Monicelli regisserade mer än 60 filmer och är känd för sina komedier, som från slutet av 1950-talet och in på 1980-talet hörde till de mest internationellt framgångsrika italienska filmerna. Hans filmer ingick i en våg av framgångsrika italienska komedier som ibland kallas för commedia all'italiana.
Hans film Det stora kriget vann Guldlejonet vid filmfestivalen i Venedig 1959. Han vann Silverbjörnen för bästa regi vid filmfestivalen i Berlin tre gånger och blev Oscarsnominerad för bästa originalmanus två gånger. Därutöver blev fyra av hans filmer Oscarsnominerade för bästa utländska film.

## Filmregi i urval
- 1949 – Den lede har livat (Al diavolo la celebrità)
- 1951 – Guardie e ladri
- 1955 – Un eroe dei nostri tempi
- 1956 – Donatella
- 1957 – Il medico e lo stregone
- 1957 – Padri e figli
- 1958 – Kvartetten som sprängde (I soliti ignoti)
- 1959 – Det stora kriget (La grande guerra)
- 1960 – Nyårstjuven (Risate di gioia)
- 1963 – I compagni
- 1964 – Casanova '70
- 1966 – De förföriska (Le fate)
- 1966 – L'armata Brancaleone
- 1968 – La ragazza con la pistola
- 1971 – La Mortadella
- 1973 – Statskupp på italienska (Vogliamo i colonnelli)
- 1975 – Det gamla gänget (Amici miei)
- 1976 – Caro Michele
- 1977 – I nuovi mostri
- 1979 – Viaggio con Anita
- 1980 – Temporale Rosy
- 1982 – Il marchese del grillo
- 1985 – Le due vite di Mattia Pascal